# Abraham de Wicquefort
 (décembre 2018).
Si vous disposez d'ouvrages ou d'articles de référence ou si vous connaissez des sites web de qualité traitant du thème abordé ici, merci de compléter l'article en donnant les références utiles à sa vérifiabilité et en les liant à la section « Notes et références ».
Abraham de Wicquefort est un diplomate né le 24 décembre 1606 à Amsterdam, et mort le 23 février 1682 à Celle.

## Biographie
Ce fils de négociant hollandais a émigré très jeune à Paris, où il embrasse la même carrière que son père. Ses capacités en politique, en droit, en diplomatie, le font rapidement connaître par l'électeur de Brandebourg, qui le nomme dès 1626 résident auprès de Louis XIII. Wicquefort fréquente alors les milieux du pouvoir et se lie avec la maison de Condé de 1626 à 1658. Il acquiert également l’estime des cercles littéraires auprès de Pierre et Jacques Dupuy, dont il fréquente assidument la célèbre bibliothèque.
Pendant les événements de la Fronde, il entre en contact avec Mézerai ainsi qu’avec Monsieur de Guénégaud, secrétaire d’État, qui le renseignent sur les affaires politiques du royaume. D'autre part, il en profite pour rassembler des manuscrits et des ouvrages rares de la bibliothèque du cardinal Mazarin, qu'il envoie auprès de son correspondant, le duc Auguste de Wolfenbuttel. Mais c'est seulement en 1658 que Mazarin demande et obtient son rappel après une affaire de correspondance indiscrète au sujet du jeune Louis XIV ; ses liens avec la maison de Condé sont également en cause. Monsieur de Brand vient lui succéder au poste de résident mais Wicquefort diffère journellement son départ. Le premier ministre décide alors de le garder à la Bastille jusqu’à son transfert à Londres. Il part finalement vers Calais sous escorte, et trouve refuge en Angleterre. Il publie la même année un Discours historique de l’élection de l’Empereur et des électeurs de l’Empire à Paris, qui trouve un certain retentissement en Europe auprès du public francophone.
C'est en 1659 qu'Abraham de Wicquefort passe en Hollande, où il séjourne à La Haye. Il y trouve protection auprès du Grand Pensionnaire, Johan de Witt, qui l'introduit à nouveau dans les cercles diplomatiques. Le duc de Brunswick-Lünebourg-Zell le nomme bientôt son résident à La Haye. En 1659, Mazarin revient sur sa décision, et lui propose de retourner en France, mais Wicquefort refuse. Le premier ministre lui offre alors une pension de mille écus pour le tenir informé des agissements des ambassadeurs étrangers en Hollande. Wicquefort devient en 1663 secrétaire-interprète des États de Hollande pour les dépêches étrangères : il s’occupe de la traduction des avis diplomatiques des États européens, poste qu'il occupera jusqu'en 1668. Il obtient également la charge d’historiographe des Provinces-Unies, grâce à l’appui du Grand Pensionnaire de Witt. Pendant son séjour, il se lie avec le comte d’Estrades, l’ambassadeur de France en Hollande, et intervient dans une affaire diplomatique auprès de l’ambassadeur espagnol, don Etienne de Gamarra, qu’il espionne au profit des États de Hollande et de l’ambassadeur français.
Le début de la guerre de Hollande, en 1672, déclarée par Louis XIV contre les Provinces-Unies, le prive de sa pension de mille écus. Il publie en 1673 l’Avis fidèle aux Hollandois, œuvre de propagande hollandaise contre les forces françaises.  En 1675 surgit l'Affaire Williamson : Wicquefort est accusé de haute trahison après avoir vendu des dépêches secrètes à l’ambassadeur de la Couronne d’Angleterre, le chevalier Williamson. Il est arrêté le 25 mars et conduit au Gevangenpoort. En 1676, il est condamné à la prison perpétuelle après un procès retentissant et à la confiscation de ses biens. Il évite la peine de mort de justesse. En 1679, il s'évade de prison, le 1er septembre ou le 11 février, selon Michaud ou Moréri, grâce à l’une de ses filles, pendant son transfert à la prison du Château de Loevestein. Il trouve enfin refuge à la cour du duc de Brunswick-Zell, après une errance de quelques mois, mais il y est accueilli froidement. En 1681, il décide de se retirer définitivement du monde diplomatique dans les environs de Zell. Il rédige et organise un nouvel ouvrage diplomatique tiré de ses Mémoires et intitulé L’ambassadeur et ses fonctions, publié dans sa première édition à La Haye chez J. et D. Steucker, puis dans les éditions suivantes (1690, 1715) sous l'adresse fictive de Cologne, Pierre Marteau. Il meurt le 23 février 1682.
Abraham de Wicquefort maîtrisait de nombreuses langues européennes, il était doué d'une facilité d'expression et avait une culture étendue. C'était également un homme de lettres, et un francophone talentueux : il a traduit en français des ouvrages en anglais, en espagnol et en allemand.

## Publications
- 1656, Traduit de l’allemand la Relation du Voyage de Tartarie d’Oléarius, publiée à Paris par Jean Dupuy.
- 1658, Publie un Discours historique de l’élection de l’Empereur et des électeurs de l’Empire à Paris, la même année.
- 1663, Publie le Thuanus restitutus, sive Sylloge locorum variorum in historia J.A Thuani desideratorum, à Amsi. Traduit également la Relation du voyage de Perse et des Indes, de l’anglais Thomas Herbert.
- 1667, Traduit de l’espagnol, L’ambassade de don Garcias de Silva Figueroa en Perse, publiée à Paris par Louis Billaine (en ligne.
- L'Ambassadeur et ses fonctions, Jean & Daniel Steucker, La Haye 1680/1681 (édition princeps); Maurice Georges Veneur, La Haye, 1682 (2e éd.) . C'est un des premiers et grands textes de diplomatie. Des ambassades, privilèges des représentants et négociations avec les monarques et souverains, manières d'éviter les guerres et conflits, protocole, extra territorialité, etc.